# ビンガム数
ビンガム数（ビンガムすう）とは、流体力学で用いられる無次元数の一つ。以下の公式で求められる。
{\displaystyle N_{B}={\frac {L\tau _{y}}{U\mu _{B}}}}
ただし、{\displaystyle N_{B}}はビンガム数、{\displaystyle L}は代表的な長さ、{\displaystyle \tau _{y}}は降伏応力、{\displaystyle U}は代表的な速度、{\displaystyle \mu _{B}}は塑性粘度を示す。ビンガム数を一致させることはストローハル数・レイノルズ数の一致とともに、ビンガム流体において流れの相似則を成立させるために必要である。